# Investiční stříbro

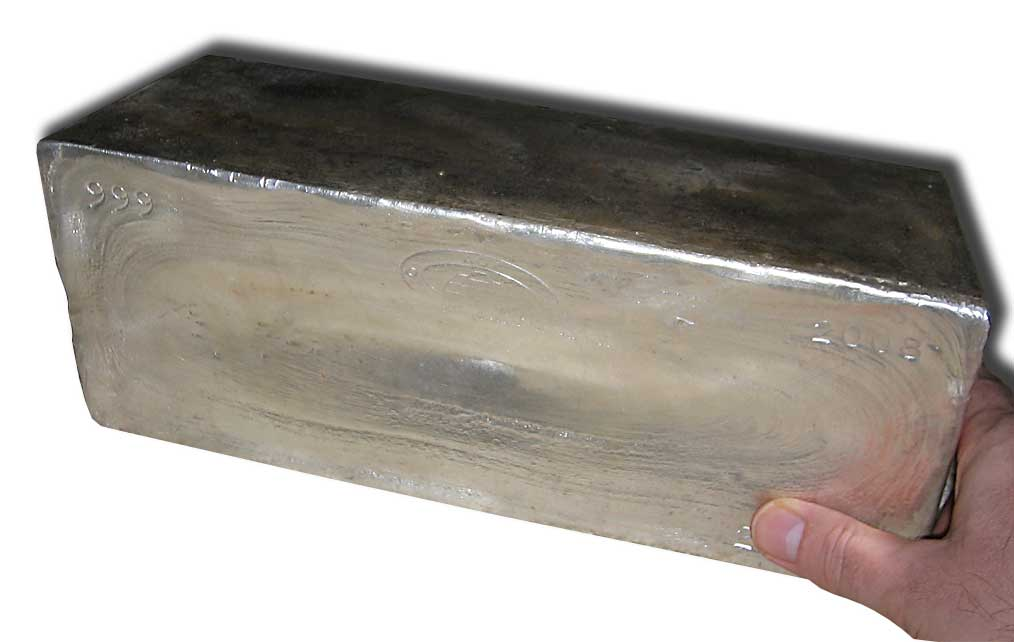
Stříbrná cihla o hmotnosti 1000 trojských uncí

Pod pojmem investiční stříbro si lze představit specifickou formu stříbra, která je používána k investičním účelům. Jedná se o stříbrné mince, slitky a cihly s vysokou ryzostí (od 99,9 % výše) a definovanou hmotností. Jejich umělecká nebo sběratelská cena je zanedbatelná, hlavní hodnotu tvoří kov samotný.

## Hodnota stříbra
Stříbro, podobně jako zlato, bylo považováno od starověku za platidlo (Mezopotámie, Pražské groše, stříbrný dolar, …). Stříbro krom své peněžní funkce vždy mělo i významné praktické a později průmyslové využití. Tím se podstatným způsobem odlišovalo od zlata a podobných investic (např. diamantů). Tato vlastnost na jedné straně způsobuje větší volatilitu stříbra, nabízí ale zajímavější možnosti zhodnocení.
V současné době je stříbro investory vnímáno na pomezí průmyslového a drahého kovu. Se zhoršující se globální ekonomickou situací lze očekávat jeho příklon ke vnímání stříbra jako drahého kovu. Investoři ho pomalu začínají nakupovat jako ochranu před ekonomickými problémy. V takovém případě má však význam kupovat zejména fyzické stříbro, nikoliv investovat nepřímo (rozdíl níže). Vzhledem ke velmi omezené nabídce je proto možný výraznější dlouhodobý tlak na cenu kovu.

## Fyzický nákup stříbra

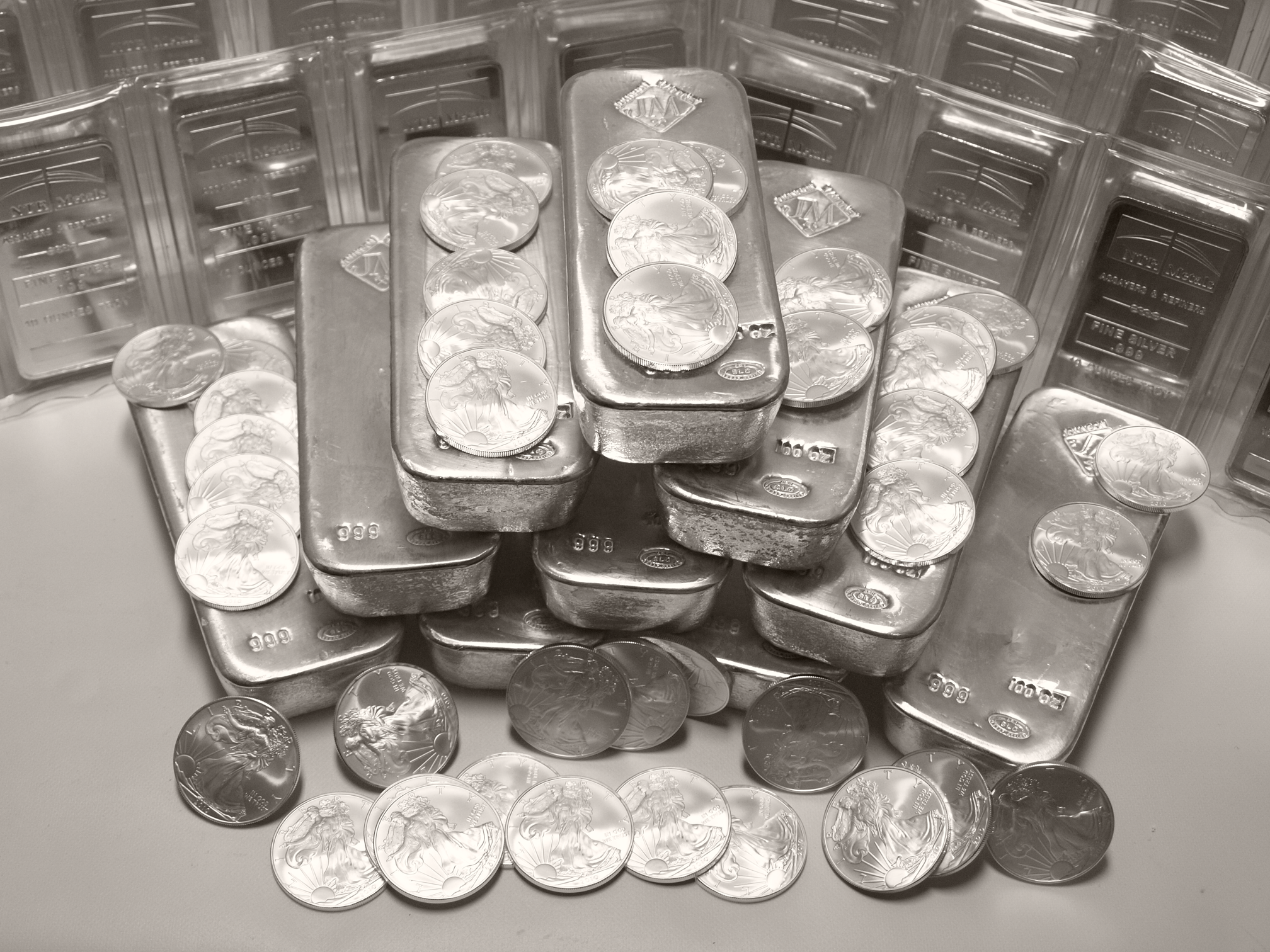
Nejběžnější formy fyzického investičního stříbra - vpředu jednouncové mince, vzadu desetiuncové slitky, uprostřed stouncové cihly.

V současné době je fyzické držení stříbra pro investiční účely nejvíce rozšířené v USA, na Středním východě a v některých asijských zemích. V Evropě jsou pak na předních místech severské státy. V ČR dosud investoři upřednostňovali více zlato. Z důvodů vývoje poměru cen těchto dvou drahých kovů celosvětovému růstu popularity investičního stříbra se ale začíná i u nás stav pozvolna měnit.
S investičním stříbrem se můžeme setkat převážně ve dvou základních formách. Jedná se o ražené investiční mince a ražené či lité investiční stříbrné slitky (velké lité slitky = cihly).
Investiční stříbrné mince mají obvykle hmotnost 1 trojské unce (1 oz = cca 31,1 g). Hlavní důraz je kladen na obsah ryzího stříbra, povrchové zpracování proto bývá horší než u mincí sběratelských. Lze se však setkat i s velmi kvalitními ražbami, cena takových mincí však obsahuje vysoké prémium a je tedy z hlediska samotné investice do kovu méně výhodná.
Investiční mince razí ve světě mnoho mincoven. Mezi nejznámější mince patří Silver Eagle (USA), Maple Leaf (Kanada), Kangaroo (Austrálie), Britannia (UK), Krugerrand (JAR), Panda (Čína), v Evropě je relativně známý Wiener Philharmoniker (Rakousko), ale významné jsou i mnohé další. Dobrým vodítkem pro posouzení likvidity je certifikace IRA Acceptable, tu uděluje uznávaný penzijní fond ve Spojených státech.
Ražené a lité slitky – cihly se nabízejí v mnoha hmotnostech. Velikosti jsou ve světě odstupňovány v trojských uncích (1, 5, 10, 100, 1000 uncí), v Evropě občas i v gramech (20, 100, 250, 500, 1000, 5000 gramů). Ražba je běžnější u menších hmotností, lití u větších. Velké lité cihly jsou cenově výhodnější, menší ražené vypadají lépe.
Mezi známé světové výrobce patří např. Royal Canadian Mint, United States Mint, Perth Mint, British Royal Mint, Johnson Matthey, Engelhard, Sunshine, Pamp, A-Mark, NTR, Argor Heraeus, Credit Suisse a opět mnozí další.

## Nepřímé investování do stříbra
Nakup stříbra je také možné realizovat bez jeho fyzické dodávky a to prostřednictvím derivátů a ostatních nepřímých nástrojů. Je třeba si ale vždy uvědomit, že se jedná pouze o papírové (dnes v době elektronizace pouze virtuální) držení drahého kovu se všemi možnými důsledky z toho plynoucími. Na druhé straně může být nákup takovýchto stříbrných aktiv rychlejší a méně finančně náročný.
Stříbro můžeme obchodovat těmito nepřímými nástroji: futures, opce, certifikáty, warranty, ETFs a fondy (investující do stříbra), akcie těžebních společností a rafinérů.

## Cena stříbra

Cena stříbra v amerických dolarech. Výkyv na grafu z roku 1980 způsobil tzv. Stříbrný čtvrtek

Stříbro se obchoduje na několika světových burzách. Hlavními jsou Nymex (USA), Londýn a Hong Kong, dále také Tokio a Dubai. Nezanedbatelnou roli z hlediska cenotvorby však hraje i mimoburzovní trh.
Je třeba si uvědomit, že cena fyzického stříbra zásadně závisí na formě a velikosti odběru. Obzvláště mince a menší ražené slitky budou vždy podstatně dražší než burzovní ceny vycházející z velkých kontraktů a často vypořádávané finančně. Podstatnou roli pak hraje prémium za ražbu a v neposlední řadě DPH.
Pro stříbrné mince, slitky a cihly platí v ČR sazba daně 21%. Diferenční (zvláštní) režim dle §90 zákona o DPH se již na mince nevztahuje. Česká finanční správa uplatňuje cca. od roku 2022 výklad nekompatibilní s EU a daň doměřuje. Je proto třeba vyhnout se nákupům stříbrných mincí v režimu DPH - zdanění marže.